# Comuna Holovkî, Malîn
Holovkî (în ucraineană Головківська сільська рада) este o comună în raionul Malîn, regiunea Jîtomîr, Ucraina, formată din satele Cervonîi Lan, Holovkî (reședința), Jovtneve, Kvitneve, Lidivka, Lisove și Omeleanivka.

## Demografie
Componența lingvistică a comunei Holovkî
     Ucraineană (98,02%)
     Rusă (1,85%)
     Alte limbi (0,12%)
Conform recensământului din 2001, majoritatea populației comunei Holovkî era vorbitoare de ucraineană (98,02%), existând în minoritate și vorbitori de rusă (1,85%).